# Тасос
Та́сос (греч. Θάσος) — остров в северной части Эгейского моря, исторически часть более крупной материковой области Фракия, расположен южнее устья реки Нестос или Места.

## Географические данные

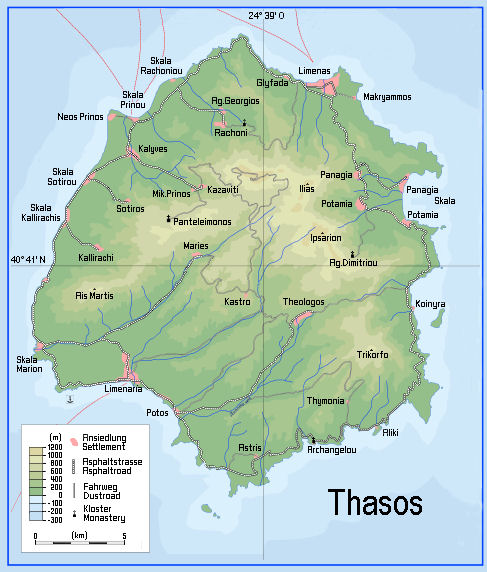
Остров Тасос

Остров отделён от материка (Балканского п-ова) проливом Тасос (ширина около 6 км). Является территорией Греции. Площадь острова — 380 км².
Остров Тасос расположен вблизи от самого южного разлома Рило-Родопского массива и является его частью. Наивысшая точка — гора Ипсарио, 1206 м. Остров сложен гнейсами, гранитами, сланцами. Имеются месторождения железных и полиметаллических (олово-цинковых) руд, так же с древних времен добывалось в небольших количествах и золото, но сейчас его добыча прекращена из-за низкой рентабельности. Производится ломка мрамора. Близ Тасоса на шельфе моря разрабатываются месторождение природного газа. Горные склоны острова покрыты средиземноморской растительностью, у подножий — кипарис, чинара, дуб, вечнозелёные кустарники, хвойные леса.

### Написание названий
На карте в словаре Брокгауза и Эфрона остров и главный его порт надписаны «Ѳазъ». Для острова в скобках указан вариант «Ѳазосъ»: начальная фита соответствует греческой «θ». Однако ещё до орфографической реформы 1918 года существовала тенденция к упрощенному написанию, без буквы «фита», при котором название острова передается как Фасос. Кроме того, при заимствовании греческих слов и имен не напрямую из греческого языка, а посредством латинского и других западноевропейских языков, греческая буква «θ», соответствующая латинскому диграфу «th», на русский язык транслитерируется как «т». В связи с этим по недосмотру редакторов в словаре Брокгауза оказалось две разных статьи, посвящённые одному и тому же острову: «Тас(з)осъ» и «Ѳазосъ».
В статье «Тасос» упоминается и утраченное ныне название главного города острова: Болгаро, так как в Средние века и в Новое время на острове кроме греков проживало и болгарское меньшинство.

## История

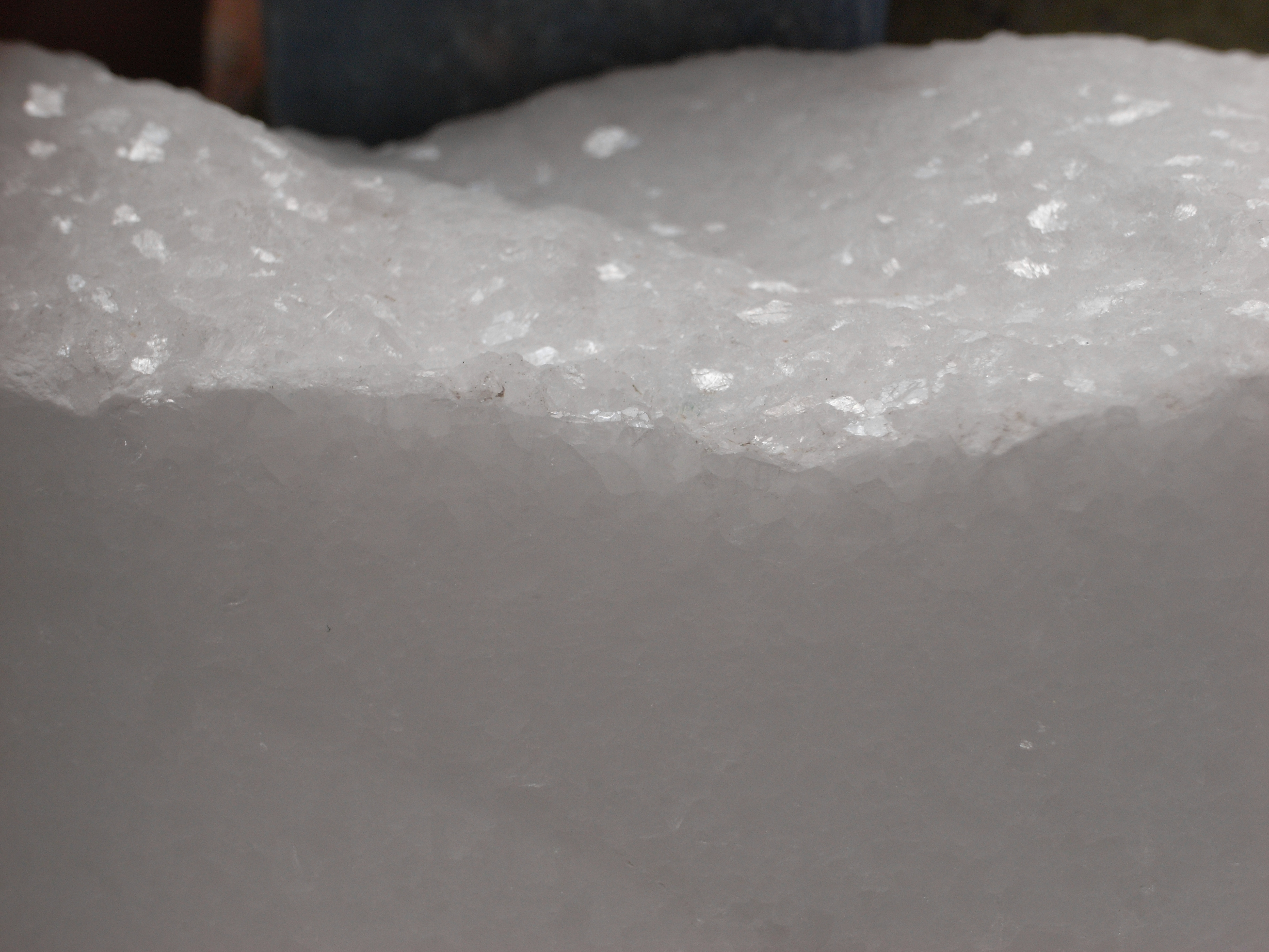
Мрамор «Тасос»

Легендарный сын Посейдона Фасос — эпоним острова и основатель одноимённого города.
Гиппократ восхвалял очень приятный и здоровый климат этого острова. На этом острове провели свой «медовый» месяц родители Александра Великого (Македонского), впоследствии на нём же впервые и появился его культ. Долгое время входил в состав Византийской империи. С конца V в. до н. э. на Тасосе существовал театр. В ссылке на острове были будущий патриарх Константинопольский Мефодий и митрополит Сардский Евфимий.
В 1204 году остров попал под власть франков, а в 1307 году — генуэзцев. В 1414 году он был подарен византийским императором Мануилом II Палеологом Джакомо Гаттилуси, генуэзцу, который уже был владыкой Лесбоса.
В период между 1449 и 1479 годами он находился под властью Венецианской республики.
В 1479 году был завоёван османами, но турецкой колонизацией практически не затронут. В 1912 году перешёл к Греции. В 1941—1944 годах остров был передан немцами союзной им Болгарии. Освобожден в 1944 году.

## Население
Население острова по состоянию на 2011 год составляло 13 770 человек. Главный город острова носит то же имя, что и весь остров, но также известен под названием Лименас, что означает просто «порт». Недалеко от современного Тасоса обнаружены развалины античного города Тасос (сохранились остатки городской стены, святилищ, рыночной площади и пр.) возле которых расположен исторический музей. В церкви, расположенной южнее населённого пункта Панагия, хранится привезенное с собой греками-беженцами из Малой Азии, оригинальное знамя крестоносцев Ричарда Львиное Сердце, а также расположена иконописная мастерская. Второй по значению населённый пункт острова — Лименария, в котором до сих пор (со времён золотодобычи) имеется традиционная мастерская злотых дел. У отдаленного от побережья населённого пункта острова, рядом с ним расположен его прибрежный пригород с добавлением к названию слова Скала (лестница). Население занимается обслуживанием туристов и сельским хозяйством — имеются виноградники, оливковые рощи, ведётся рыболовство, распространено пчеловодство. По причине большого количества пасек, на острове не используются пестициды. Из-за этого остров ценится своим чистым воздухом и водой. Вокруг самого острова расположены несколько маленьких островков «дети» Тасоса, на которые население вывозит пастись свой рогатый скот. Внутри острова, в лесу у вулкана, расположено заброшенное со времён коммунистического партизанского движения в середине XX века село, являющееся частью туристического маршрута на внедорожниках по «дикой» местности.

## Туризм
Как и на практически всех островах Греции, на острове Тасос хорошо развит туристический бизнес.
Сообщение с материком осуществляется с помощью паромов. На остров ходят паромы из двух городов Кавала и Керамоти. Среднее время в пути из Кавала 1,5 часа, из Керамоти 0,5 часа.

## Известные уроженцы
- Аглаофонт[англ.] (конец VI — начало V в. до н. э.) — древнегреческий художник, отец Полигнота.
- Андросфен Фасосский (IV век до н. э.) — один из навархов Александра Великого.
- Атриит[англ.] (I век) — врач.
- Василикос, Василис (род. 1934) — греческий писатель, всемирную славу ему принес роман «Z», экранизированный греко-французским режиссёром Коста-Гаврасом.
- Димитриос Васильядис (греч. Δημήτριος Θ. Βασιλειάδης; род. 1958) — преподаватель Афинского университета, крупнейший греческий специалист по Индии, писатель[3].
- Гегемон Фасосский (V век до н. э.) — древнегреческий комедиограф и создатель пародий.
- Полигнотос Вагис[болг.] (1892—1965) — греческий и американский скульптор.
- Леодамант Фасосский (вторая половина V — первая половина IV в. до н. э.) — древнегреческий математик, близкий к Платону.
- Несей Фасосский (вторая половина V в. до н. э.) — древнегреческий художник и учитель Зевскиса.
- Полигнот (V век до н. э.) — древнегреческий художник и скульптор.
- Стесимброт Фасосский (470—420 гг. до н. э.) — логограф, историк, противник Перикла.
- Феаген с Фасоса (V век до н. э.) — древнегреческий спортсмен, двукратный победитель в Олимпийских играх.
- Георгиу, Йоргис (1908—1957) — участник греческого коммунистического подполья послевоенного периода.